# Territoriale prelatuur El Salto
De territoriale prelatuur El Salto (Latijn: Praelatura Territorialis Saltensis in Mexico) is een rooms-katholieke territoriale prelatuur met als zetel El Salto, in Mexico. De territoriale prelatuur is suffragaan aan het aartsbisdom Durango. 

## Geschiedenis
De territoriale prelatuur werd opgericht op 10 juni 1968, uit delen van het aartsbisdom Durango en het bisdom Mazatlán.

## Parochies
De territoriale prelatuur had in 2021 een oppervlakte van 36.000 km2 en telde 428.260 inwoners waarvan 85,1% rooms-katholiek was.

## Bisschoppen
- Francisco Medina Ramirez (7 december 1973 - 13 oktober 1988)
- Manuel Mireles Vaquera (13 oktober 1988 - 28 september 2005; coadjutor sinds 28 april 1988)
- Ruy Rendón Leal (28 september 2005 - 16 juli 2011)
- Juan María Huerta Muro (2 februari 2012 - heden)

Durango (aartsbisdom) · El Salto (territoriale prelatuur) · Gómez Palacio · Mazatlán · Torreón